# Пфафенхофен ан дер Рот
Пфафенхофен ан дер Рот (њем. Pfaffenhofen an der Roth) град је у њемачкој савезној држави Баварска. Једно је од 17 општинских средишта округа Ној-Улм. Према процјени из 2010. у граду је живјело 6.984 становника. Посједује регионалну шифру (AGS) 9775143.

## Географски и демографски подаци
Пфафенхофен ан дер Рот се налази у савезној држави Баварска у округу Ној-Улм. Град се налази на надморској висини од 489 метара. Површина општине износи 42,7 km². У самом граду је, према процјени из 2010. године, живјело 6.984 становника. Просјечна густина становништва износи 164 становника/km².